# Roundels van de wereld
Dit artikel geeft een overzicht van de roundels van de landen in de wereld.

## Roundels van staten

### Europa

Albanië
België
Bulgarije
Denemarken
Duitsland
Estland
Finland
Frankrijk (Luchtmacht)
Frankrijk (Marineluchtvaartdienst)
Griekenland
Hongarije
Ierland
Italië
Kroatië
Letland
Litouwen
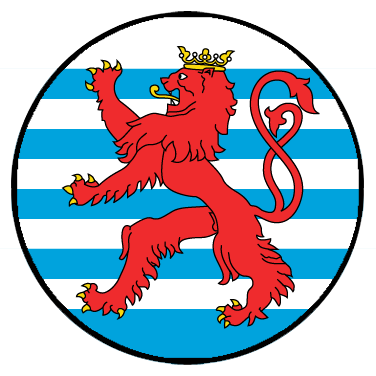
Luxemburg
Malta
Moldavië
Montenegro
Nederland (periode 1921-1939 en vanaf 1945)
Noord-Macedonië
Noorwegen
Oekraïne
Oostenrijk
Polen
Portugal
Roemenië
Rusland
Servië
Slovenië
Slowakije
Spanje
Tsjechië
Verenigd Koninkrijk
Wit-Rusland
Zweden
Zwitserland

### Azië

- Afghanistan
- Armenië
- Azerbeidzjan
- Bahrein
- Bangladesh
- Brunei
- Cambodja
- China
- Filipijnen
- Georgië
- India
- Indonesië
- Irak
- Iran
- Israël
- Japan
- Jemen
- Jordanië
- Kazachstan
- Kirgizië
- Koeweit
- Libanon
- Maleisië
- Mongolië
- Myanmar
- Nepal
- Noord-Korea
- Oezbekistan
- Oman
- Pakistan
- Qatar
- Saoedi-Arabië
- Singapore
- Sri Lanka
- Syrië
- Tadzjikistan
- Taiwan
- Thailand
- Turkije
- Turkmenistan
- Verenigde Arabische Emiraten
- Vietnam
- Zuid-Korea

### Afrika

- Algerije
- Angola
- Benin
- Botswana
- Burkina Faso
- Burundi
- Centraal-Afrikaanse Republiek
- Comoren
- Congo-Brazzaville
- Congo-Kinshasa
- Djibouti
- Egypte
- Equatoriaal-Guinea
- Eritrea
- Ethiopië
- Gabon
- Ghana
- Guinee
- Guinee-Bissau
- Ivoorkust
- Kameroen
- Kenia
- Lesotho
- Libië
- Madagaskar
- Malawi
- Mali
- Marokko
- Mauritanië
- Mauritius
- Mozambique
- Niger
- Nigeria
- Oeganda
- Rwanda
- Senegal
- Sierra Leone
- Soedan
- Somalië
- Tanzania
- Togo
- Tsjaad
- Tunesië
- Zambia
- Zimbabwe
- Zuid-Afrika
- Zuid-Soedan

### Amerika

(Luchtmacht)
(Marineluchtvaartdienst)
(Heeft geen leger)

- Argentinië
- Bahama's
- Bolivia
- Brazilië
(Luchtmacht)
- Brazilië
(Marineluchtvaartdienst)
- Canada
- Chili
- Colombia
- Costa Rica
(Heeft geen leger)
- Cuba
- Dominicaanse Republiek
- Ecuador
- El Salvador
- Guatemala
- Guyana
- Jamaica
- Mexico
- Panama
- Paraguay
- Peru
- Suriname
- Trinidad en Tobago
- Uruguay
- Venezuela
- Verenigde Staten

### Oceanië

- Australië
- Nieuw-Zeeland
- Papoea-Nieuw-Guinea

## Roundels van niet-erkende staten

Abchazië

## Multinationale roundels

Eurofighter Typhoon
 Duitsland
 Italië
 Spanje
 Verenigd Koninkrijk

## Historische roundels

Abchazië (1992-2008)
Emiraat Afghanistan (1924–1929)
Koninkrijk Afghanistan (1937–1947)
Koninkrijk Afghanistan (1948–1978)
Democratische Republiek Afghanistan (1978–1980)
Democratische Republiek Afghanistan (1983–1992)
Islamitische Staat Afghanistan (1992-1996)
Islamitische Staat Afghanistan (1996-2001)
Islamitische Republiek Afghanistan (2002–2021)
Socialistische Volksrepubliek Albanië (vóór 1958)
Algerije (1962–1964)
Angola (1975–1980)
Argentinië (Marineluchtvaartdienst)
Australië (1942–1946)
Volksrepubliek Benin (1975–1990)
Republiek Biafra (1967–1970)
Bophuthatswana (1987–1994)
Brazilië (1943-1945)
Koninkrijk Bulgarije (1938–1941)
Koninkrijk Bulgarije (1941–1944)
Koninkrijk Bulgarije (1944–1946)
Volksrepubliek Bulgarije (1946–1992)
Canada (1946–1965)
Republiek China (1916–1920)
Republiek China (1920–1921)
Colombia (1928–1953)
Volksrepubliek Congo (1970–1992)
Costa Rica (1964–1994)
Cuba (1955–1959)
Cuba (1959–1962)
Duitse Keizerrijk (1914–1918)
Duitse Keizerrijk (1918)
Duitse Keizerrijk (1918)
Nazi-Duitsland (1935-1945)
Duitse Democratische Republiek (1959-1990)
Koninkrijk Egypte (1939–1945)
Koninkrijk Egypte (1945–1958)
Finland (1918–1945)
Frankrijk (1912–1945)
Vrije Fransen (1940–1945)
Vrije Fransen (1940–1945)
Haïti (1961–1964)
Haïti (1964–1986)
Haïti (1986–1994)
Hongaarse Radenrepubliek (1919)
Koninkrijk Hongarije (1938–1941)
Koninkrijk Hongarije (1942–1945)
Volksrepubliek Hongarije (1951–1990)
Hongarije (1990–1991)
Ierland (1939–1954)
India (1947–1950)
Indonesië (1946-1949)
Irak (1931-2003)
Israël (vroege versie)
Fascistisch Italië (1940–1943)
Italiaanse Sociale Republiek (1943–1945)
Mutawakkilitisch Koninkrijk Jemen (1957–1962)
Zuid-Jemen (1969–1980)
Koninkrijk Joegoslavië (1923–1929)
Koninkrijk Joegoslavië (1929–1941)
Socialistische Federale Republiek Joegoslavië (1945–1991)
Volksrepubliek Kampuchea (1979–1989)
Volksrepubliek Kampuchea (1989)
Volksrepubliek Kampuchea (1989-1992)
Staat Katanga (1960–1963)
Khmerrepubliek (1970–1975)
Onafhankelijke Staat Kroatië (1941)
Onafhankelijke Staat Kroatië (1941–1945)
Kroatië (1991–1994)
Koninkrijk Laos (1955–1975)
Letland (1918–1940)
Letland (Nationale garde) (1993-2000)
Liberia (jaren 1970–1980)
Libië (1962–1969)
Libië (1969–1977)
Libië (1977–2011)
Libië (2011–2014)
Malawi (1970–1978)
Malawi (2010–2012)
Maleisië (1963–1982)
Malta (1980–1988)
Mantsjoekwo (1938–1945) (Luchtmacht)
Mantsjoekwo (1932–1945) (Transport)
Mauritanië (1960–2019)
Volksrepubliek Mongolië (1949-1992)
Nederland (1914–1921)
Nederland (1939–1940)
Nieuw-Zeeland (1943–1946)
Nicaragua (1962–1979) (vleugel)
Nicaragua (1962–1979 (romp)
Nicaragua (1979-1990)
Noord-Jemen (1962–1990)
Noorwegen (1914–1940)
Oostenrijk-Hongarije (1914–1916)
Oostenrijk-Hongarije (1918)
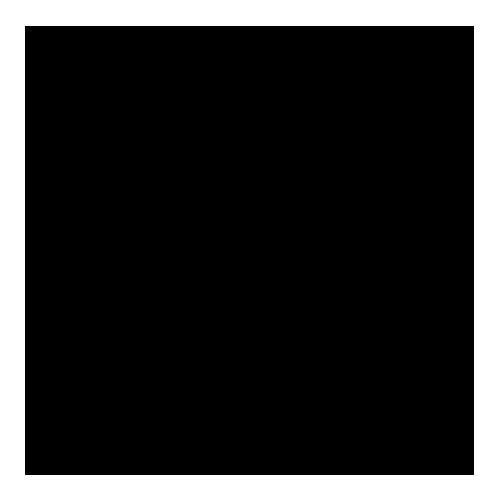
Ottomaanse Rijk (1909-1918)
Polen (1921–1993)
Portugal (1912-1918)
Zuid-Rhodesië (1939–1954)
Rhodesia federatie van Rhodesië en Nyasaland (1954–1963)
Zuid-Rhodesië (1963–1970)
Rhodesië (1970-1980)
Koninkrijk Roemenië (1941–1944)
Socialistische Republiek Roemenië (1947–1985)
Rusland (2010-2013)
Keizerrijk Rusland (1912–1917)
Servië (1912–1915)
Servië (1915–1918)
Servië en Montenegro (1992–2006)
Servische Republiek (1992–2006) (variant 1)
Servische Republiek (1992–2006) (variant 2)
Seychellen (1978)
Singapore (1968–1973)
Singapore (1973–1990)
Slovenië (1991–1996)
Slowakije (1941–1945)
Tweede Spaanse Republiek (1931–1939)
Tweede Spaanse Republiek (1936–1939)
Spanje (1936–1939) (Vleugel)
Spanje (1936–1939) (Romp)
Sri Lanka (1951-2010)
Sudan (1956–1970)
Syrië (1948–1958; 1961–1963)
Syrië (1963–1972)
Syrië (1972–1980)
Syrië (1980–2024)
Taiwan (1921–1991)
Tsjecho-Slowakije (1918–1920)
Tsjecho-Slowakije (1920–1992)
Turkije (1918–1972)
Sovjet-Unie (1922–1943)
Sovjet-Unie (1943–1991) Rusland (1992–2010)
Verenigde Arabische Republiek (1958–1961)
Verenigd Koninkrijk (1937–1942)
Verenigd Koninkrijk (1942–1947)
Verenigde Staten (1918)
Verenigde Staten (1917-1918) (1921–1942)
Verenigde Staten (1942–1943)
Verenigde Staten (1943)
Verenigde Staten (1943–1947)
United States Marine Corps (1912)
Opper-Volta (1964–1984)
Zaïre (1971–1997)
Unie van Zuid-Afrika (1927–1947)
Unie van Zuid-Afrika (1947–1957)
Zuid-Afrika (1957–1994)
Zuid-Afrika (1994-2003)
Zuid-Arabische Federatie (1962–1967)
Zuid-Korea (1949-2005)
Zuid-Vietnam (1956–1975)
Zweden (1927–1937)
Zwitserland (1914–1947)